# 교향곡 40번 (모차르트)
교향곡 40번 사단조(Symphony No. 40 in G minor, K. 550)는 볼프강 아마데우스 모차르트가 1788년 7월 25일에 빈에서 작곡한 교향곡이다.
이 교향곡 40번은 역시 사단조인 교향곡 25번(‘작은 사단조 교향곡’)과 구별하기 위해 ‘큰 사 단조 교향곡’이라고 불리기도 한다. 이 두 곡은 최근에 오덴세 교향곡이라는 이름으로 알려진 가단조 교향곡(Symphony in A minor)과 함께 모차르트가 작곡한 단조의 교향곡이다. 두 번째 버전을 만들었다는 설도 있다.

## 작품
이 교향곡은 (그 수정본에 따르면) 플룻, 두 대의 오보에, 두 대의 클라리넷, 바순, 두 대의 호른, 그리고 제1과 제2 바이올린, 비올라, 첼로, 더블 베이스를 포함하는 일반적인 현악기들을 위해 쓰여졌다. 트럼펫과 팀파니가 빠져 있다는 것이 주목된다.
네 개의 악장으로 구성되며, 다음과 같은 빠른악장-느린악장-미뉴에트-빠른악장 순의 일반적인 고전 시대 교향곡으로 나뉜다:
1. 몰토 알레그로 (Molto allegro)
2. 안단테 (Andante)
3. 메뉴에토: 트리오 (Menuetto: Trio)
4. 알레그로 아싸이 (Allegro assai)

3악장을 제외한 모든 악장은 소나타 형식으로 되어 있고, 미뉴에트와 트리오는 보통의 세도막 형식으로 되어 있다.
1악장은 비올라의 어두운 박자로 시작되어 곧 첫 번째 주제가 나온다. 서주부 없이 곧바로 주제를 들려주는 이러한 기법은 낭만주의 시대에 유행하게 되었다. 이 같은 기법을 사용한 낭만주의 시대의 음악에는 펠릭스 멘델스존의 바이올린 협주곡이나 라흐마니노프의 피아노 협주곡 3번의 첫 번째 악장이 있다. 모차르트의 다른 곡 중에 이런 형식으로는 그의 마지막 피아노 협주곡(KV. 595)이 유일하다.
2악장은 사단조의 버금가온음인 내림마장조이고 8분의 6 박자의 서정적인 느낌의 악장이다.
3악장은 강렬한 헤미올라 리듬으로 시작된다. 많은 해석가들에 따르면 비록 이 악장이 ‘미뉴에트’라고 되어 있지만, 연주에 맞춰 춤을 추는 것은 거의 불가능하다고 한다. 사장조로 되어 있는 트리오 부분은 현악 부분에서 관악 부분으로 연결시킨다.
4악장은 고전시대 교향곡의 피날레에서 나타나는 일반적인 경향인 단정하고 가지런함을 따라 주로 여덟 마디의 악절로 구성되어 있다. 반음계의 한 음만을 제외하고 모든 음이 연주되는 발전부의 시작 부분에 나타나는 전조 악절에서는 조(調)가 매우 불안정해진다. 연주되지 않는 하나의 음은 바로 곡의 조성인 사(솔)이다.
고전시대의 많은 단조 교향곡들의 마지막 악장과 달리, 이 곡의 피날레는 마지막까지 단음계를 유지하면서 종료된다.

## 영향
루트비히 판 베토벤은 이 작품에 정통했으며 그의 연습장에 이 곡 중 스물 아홉 소절을 적어 두기도 했다. 마지막 악장을 여는 주제부가 베토벤의 교향곡 5번 3악장을 작곡하는 데에 영감을 주었다고도 한다.
비록 그 장단과 대위법의 복잡함은 모차르트에 미치지 못하지만, 프란츠 슈베르트 교향곡 5번의 미뉴에트와 그의 사중주곡 중의 하나에서도 이 작품의 영향을 찾을 수 있다.